# ديدي (لاعب كرة قدم برتغالي)
ديدي هو لاعب كرة قدم برتغالي، ولد في 3 فبراير 1994 في غيمارايش في البرتغال. لعب مع S.C. Braga B ‏.

## وصلات خارجية
- ديدي على موقع قاعدة بيانات كرة القدم.إي يو (الإنجليزية)
- ديدي على موقع Soccerway.com (الإنجليزية)